# Митридатизм
Митридатизм — практика самозащиты от яда путём постепенного самостоятельного введения несмертельных доз. Это слово происходит от имени Митридата VI, царя Понта, который так боялся быть отравленным, что регулярно принимал небольшие дозы яда, стремясь выработать иммунитет к ним.

## На практике
Митридатизм эффективен не против всех видов ядов. Иммунитет, как правило, возможен только при применении биологически сложных ядов, на которые иммунная система может реагировать. В зависимости от вида токсина, такая практика может привести к накоплению смертельного яда в организме. Результаты зависят от того, как каждый яд перерабатывается организмом, то есть от того, как токсичное соединение метаболизируется или выводится из организма.
Однако в некоторых случаях возможно выработать метаболическую устойчивость к определенным небиологическим ядам. Это включает в себя подготовку печени к выработке большего количества определённых ферментов, которые расщепляют эти яды. Например, у сильно пьющих людей развивается толерантность к воздействию алкоголя. Тем не менее, метаболическая толерантность также может привести к накоплению менее токсичных метаболизируемых соединений, которые могут медленно повреждать печень. При употреблении алкоголя это обычно приводит к таким состояниям, как алкогольная болезнь печени.
Метаболическая толерантность неэффективна в отношении всех видов небиологических ядов. Воздействие некоторых токсичных веществ, таких как плавиковая кислота и тяжёлые металлы, либо приводит к летальному исходу, либо практически не оказывает влияния на организм. Незначительным исключением является цианид, который может метаболизироваться в печени. Фермент роданез превращает цианид в гораздо менее токсичный тиоцианат.